# Mandatum (Vertrag)
Das mandatum (lateinisch Auftrag, manum dare „die Hand geben“) bezeichnet im römischen Recht die vertragliche Übernahme der unentgeltlichen Geschäftsbesorgung für einen Dritten. Das Geschäft wirkt nur zwischen den Parteien, hat also keine Außenwirkung, und wird dem Vertragstyp der sogenannten Konsensualverträge zugeordnet; später genügte stillschweigendes Einvernehmen der Parteien. Eine Abgrenzung zum Stellvertretungsrecht ist nicht vorzunehmen, diese Rechtsfigur war dem römischen Recht unbekannt, gleichwohl enthielt das Mandat die Ermächtigung zum Handeln in eigenem Namen (iubere).

## Begriff und Bedeutung
Anfänglich beruhten Mandate auf der Erfüllung eines vergütungsfreien gesellschaftsorientierten Pflichtenprogramms, wie es im Ordnungssystem der römischen Bürgerschaft üblich und geboten war. Da es sich im Laufe der Zeit zu einem unter Mitbürgern und Peregrinen verbindlichen Rechtsgeschäft entwickelte, galten die allgemeinen Grundsätze des Gutglaubens- und Vertrauensschutzes.
Im Kern des Geschäfts hatte der Mandatar eine vereinbarte Tätigkeit für den Auftraggeber (mandator) auszuführen. Gegenstand konnten alle erlaubten –  mindestens bestimmbaren – Tätigkeiten sein, rechtlicher oder faktischer Natur. Im Gegensatz zur locatio conductio ist das mandatum stets unentgeltlich und war somit der Standardvertrag für die artes liberales. Diese höherstehenden Dienstleistungen konnten allenfalls gegen einen freiwilligen Ehrensold (honorarium) erbracht werden; die verpflichtend entgeltliche Erbringung galt hingegen in republikanischer Zeit als unehrenhaft. Eine Änderung zumindest der Rechtspraxis ergab sich erst in der Kaiserzeit: Formal blieb zwar ein Entgelt beim mandatum nicht einklagbar, jedoch gestattete man ein außerordentliches Verfahren, die extraordinario cognitio.
Der Klageweg wurde mit der actio mandati geführt. Anwendbar war sie im Innenverhältnis der Auftragsparteien und konnte für gegenseitig bestehende Ansprüche – beim Mandatar kamen vornehmlich notwendig aufgebrachte Aufwendungen oder erlittene Schäden bei der Auftragsausführung in Betracht – angewandt werden. Bestanden fällige Gegenforderungen, wurde aufgerechnet und der Beklagte in den Saldo verurteilt. Die Klage ging auf vertragsgemäße Auftragsausführung, auf Herausgabe des aus der Auftragsausführung Erlangten, beziehungsweise Schadenersatz und Treuverstöße (dolus). Eine Verurteilung wirkte infamierend.

## Abgrenzung
Abzugrenzen ist das rechtsgeschäftliche mandatum zu den mandata der römischen Kaiserzeit. Dabei handelte es sich um Dienstanweisungen gegenüber den kaiserlichen Beamten und Provinzstatthaltern, die zwar rechtsstiftend sein konnten, regelmäßig aber keine Außenwirkung entfalteten. Zumeist handelte es sich dabei um Instruktionen zur (städtebaulichen) Ordnung oder Abhaltung von Festen.